# Doryteuthis pealeii
Il calamaro atlantico (Doryteuthis pealeii (Lesueur, 1821)) è una specie di calamaro appartenente alla famiglia Loliginidae.

## Descrizione
Questa specie di calamaro si presenta spesso con una tonalità rossastra, ma, come molte altre specie di calamari, è in grado di manipolare il proprio colore, variando da un rosso intenso a un rosa tenue. La lunghezza dorsale del mantello di alcuni maschi può raggiungere i 50 cm, sebbene la maggior parte dei calamari pescati commercialmente sia più piccola, con una lunghezza inferiore ai 30 cm. Questa specie mostra dimorfismo sessuale, con i maschi che generalmente crescono più velocemente e raggiungono dimensioni maggiori rispetto alle femmine.

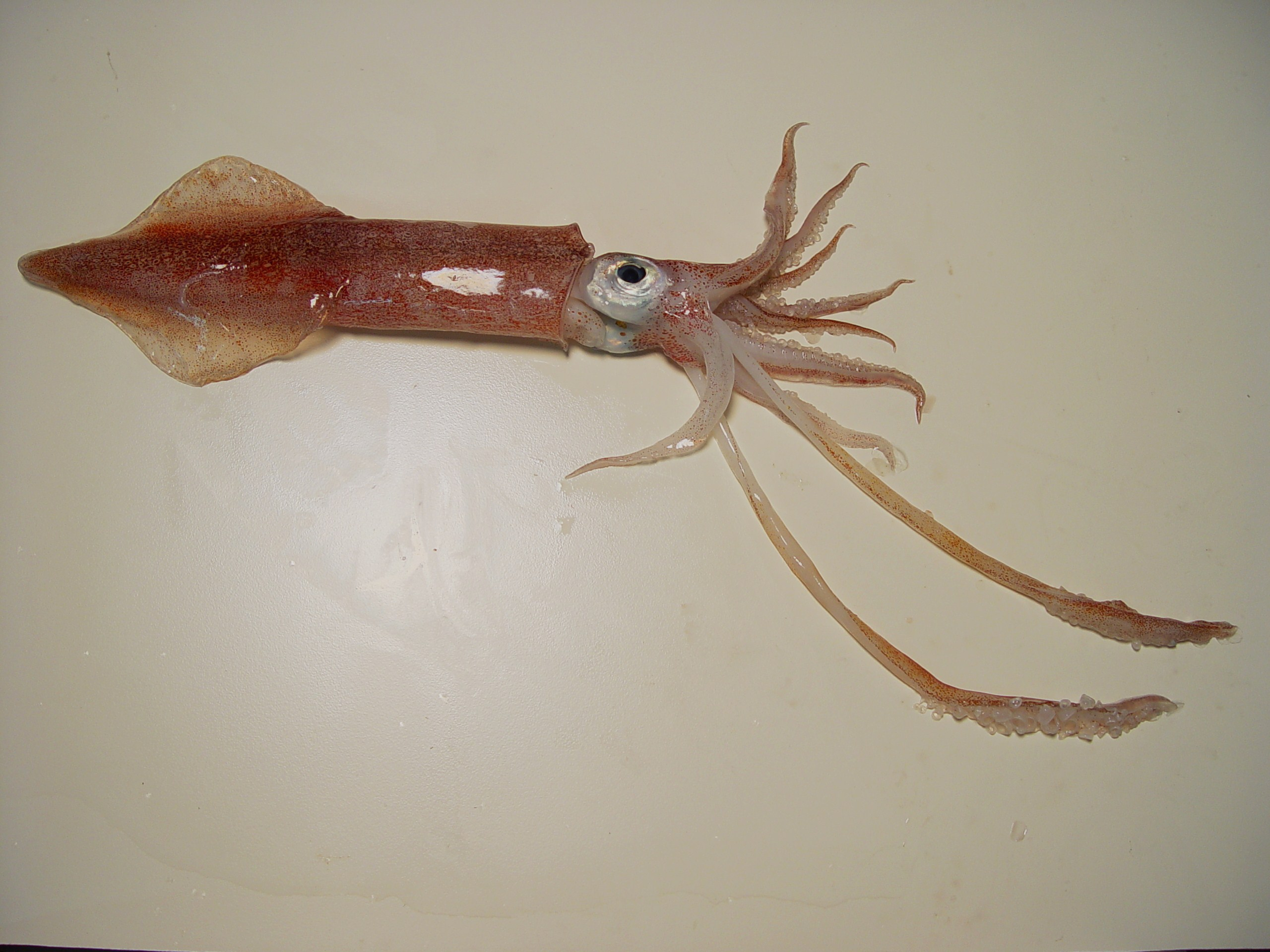
Esemplare con i tentacoli distesi

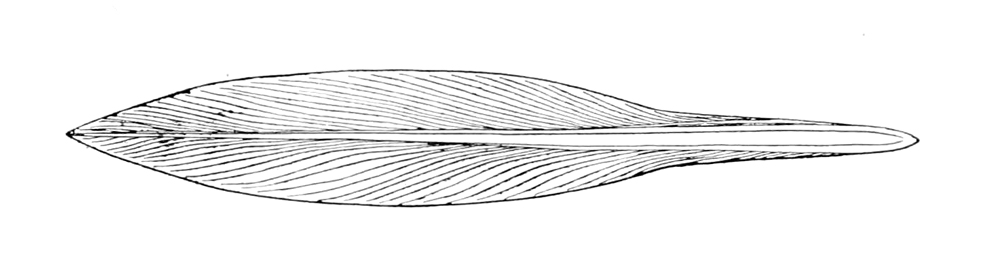
Il gladio di un calamaro atlantico

## Distribuzione e habitat
Il calamaro atlantico si trova nell'Atlantico settentrionale, formando banchi nelle acque della piattaforma continentale e della scarpata, da Terranova al Golfo del Venezuela. Viene sfruttato commercialmente, in particolare nell'area che va dal Georges Bank meridionale fino a Capo Hatteras. La popolazione di questa specie compie migrazioni stagionali che sembrano essere correlate alle temperature delle acque di fondo. Durante la fine dell'autunno, si sposta verso il largo per trascorrere l'inverno lungo il margine della piattaforma continentale. In primavera e all'inizio dell'estate, ritorna verso la costa.

## Biologia

### Alimentazione
La dieta del calamaro atlantico varia in base alle dimensioni. Gli individui piccoli e immaturi si nutrono di organismi planctonici, mentre quelli più grandi si alimentano di crostacei e piccoli pesci. Studi hanno mostrato che i giovani si cibano di eufausiacei (krill) e di chetognati (vermi freccia), mentre gli individui più grandi si nutrono principalmente di piccoli granchi, ma anche di policheti e gamberi. Gli adulti si alimentano di pesci (ad esempio, clupeidi e mictofidi) e di larve o giovani calamari. Gli individui con una lunghezza superiore ai 16 cm si nutrono prevalentemente di pesci e calamari. Le specie di pesci predate da questo calamaro includono naselli atlantici, sgombri, aringhe, menhaden, ammoditidi, acciughe di baia, scienidi e latterini. Uno studio di Maurer e Bowman (1985) ha evidenziato una differenza nella dieta tra le acque costiere e quelle al largo; nelle acque al largo in primavera, la dieta è composta principalmente da crostacei (soprattutto eufausiacei) e pesci; nelle acque costiere in autunno, la dieta è quasi esclusivamente composta da pesci; e nelle acque al largo in autunno, la dieta è composta da pesci e calamari. Il cannibalismo è stato osservato in individui con lunghezza superiore a 5 cm.

### Predatori
Molte specie di pesci pelagici e demersali, così come mammiferi marini e uccelli subacquei, predano i calamari atlantici, sia giovani che adulti. Tra i mammiferi marini predatori figurano i globicefali (Globicephala melas) e i delfini comuni (Delphinus delphis). I pesci predatori includono il persico spigola striato (Morone saxatilis), il pesce serra (Pomatomus saltatrix), la perchia striata (Centropristis striata), lo sgombro (Scomber scombrus), il merluzzo (Gadus morhua), l'eglefino (Melanogrammus aeglefinus), il pollack (Pollachius pollachius), il nasello atlantico (Merluccius bilinearis), il nasello rosso (Urophycis chuss), gli emitritteridi (Hemitripteridae), lo spinarolo (Squalus acanthias), lo squalo angelo (Squatina squatina), la rana pescatrice (Lophius americanus), il palombo (Mustelus sp.), lo squalo mako (Isurus sp.), il marlin blu (Makaira nigricans) e la platessa (Paralichthys sp.). I calamari atlantici possiedono anche strategie complesse per sfuggire ai predatori. Utilizzano un sistema di nuoto molto sofisticato basato sulla propulsione a getto. Questo metodo combina il colpo delle pinne con la spinta a getto, creando uno stile di nuoto unico che permette ai calamari di allontanarsi dai predatori in modo più efficiente.

### Riproduzione
Il calamaro atlantico si riproduce durante tutto l'anno e ha una vita breve, solitamente inferiore a un anno. Le femmine depongono uova demersali, racchiuse in capsule gelatinose che possono contenere fino a 200 uova ciascuna. Ogni femmina produce tra 20 e 30 capsule, contribuendo a formare grandi ammassi composti da centinaia di capsule provenienti da diverse femmine. La fecondità varia da circa 950 a 15900 uova per femmina. Gli individui che nascono in estate crescono più velocemente rispetto a quelli nati in inverno, grazie alle temperature più calde dell'acqua che favoriscono uno sviluppo più rapido. Questa specie ha un ciclo vitale molto breve, con la maggior parte degli esemplari che non supera un anno di vita.

## Importanza nella ricerca
Questa specie è un importante organismo modello in neuroscienze, utilizzato da Andrew Huxley e Alan Hodgkin nei loro studi sugli assoni. L'assone di questo calamaro è il più grande conosciuto in ambito scientifico. Oltre a essere fondamentale per gli studi sul sistema nervoso, il calamaro atlantico viene anche studiato per replicare le sue straordinarie capacità di mimetizzazione. Grazie ai cromatofori presenti nella sua pelle, è in grado di riflettere colori diversi a seconda dell'angolo di incidenza della luce. Curiosamente, anche un esemplare morto può mostrare spettacolari giochi di colori attraverso i suoi cromatofori, collegando i suoi assoni a un lettore musicale.